# Putt
 (signalé en mai 2025).
Si vous disposez d'ouvrages ou d'articles de référence ou si vous connaissez des sites web de qualité traitant du thème abordé ici, merci de compléter l'article en donnant les références utiles à sa vérifiabilité et en les liant à la section « Notes et références ».
- Archive Wikiwix
- Bing
- Cairn
- DuckDuckGo
- E. Universalis
- Gallica
- Google
- G. Books
- G. News
- G. Scholar
- Persée
- Qwant
- (zh) Baidu
- (ru) Yandex
- (wd) trouver des œuvres sur Wikidata

Un putt est une embarcation à fond presque complètement plat norvégienne.
Les puttene sont disponibles dans une multitude de tailles et de versions, notamment parce qu'ils sont très faciles à construire et peuvent donc être fabriqués par n'importe quel menuisier amateur légèrement qualifié. Contrairement aux bateaux plats en forme de boîte, cependant, ils présentent au båtbyggeren (constructeur de bateaux) le défi d'obtenir les planches verticales qui forment les côtés, ployées entre le tableau arrière et la proue.
Un type de putt bien connu, utilisé en grand nombre depuis plusieurs générations, est le Lyngørputt (no) de Lyngør à Aust-Agder.
Ailleurs dans la région de Skagerrak, les bateaux en forme de putt sont largement utilisés sur la côte ouest de la Suède, aussi dans de nombreuses versions, et connus sous le terme"Doris' ou 'Dora'.